# Czupino (rejon maslaniński)
Czupino (ros. Чупино) – wieś (sieło) w Rosji, w obwodzie nowosybirskim, w rejonie maslanińskim. W 2010 liczyła 579 mieszkańców.